# Sovrana

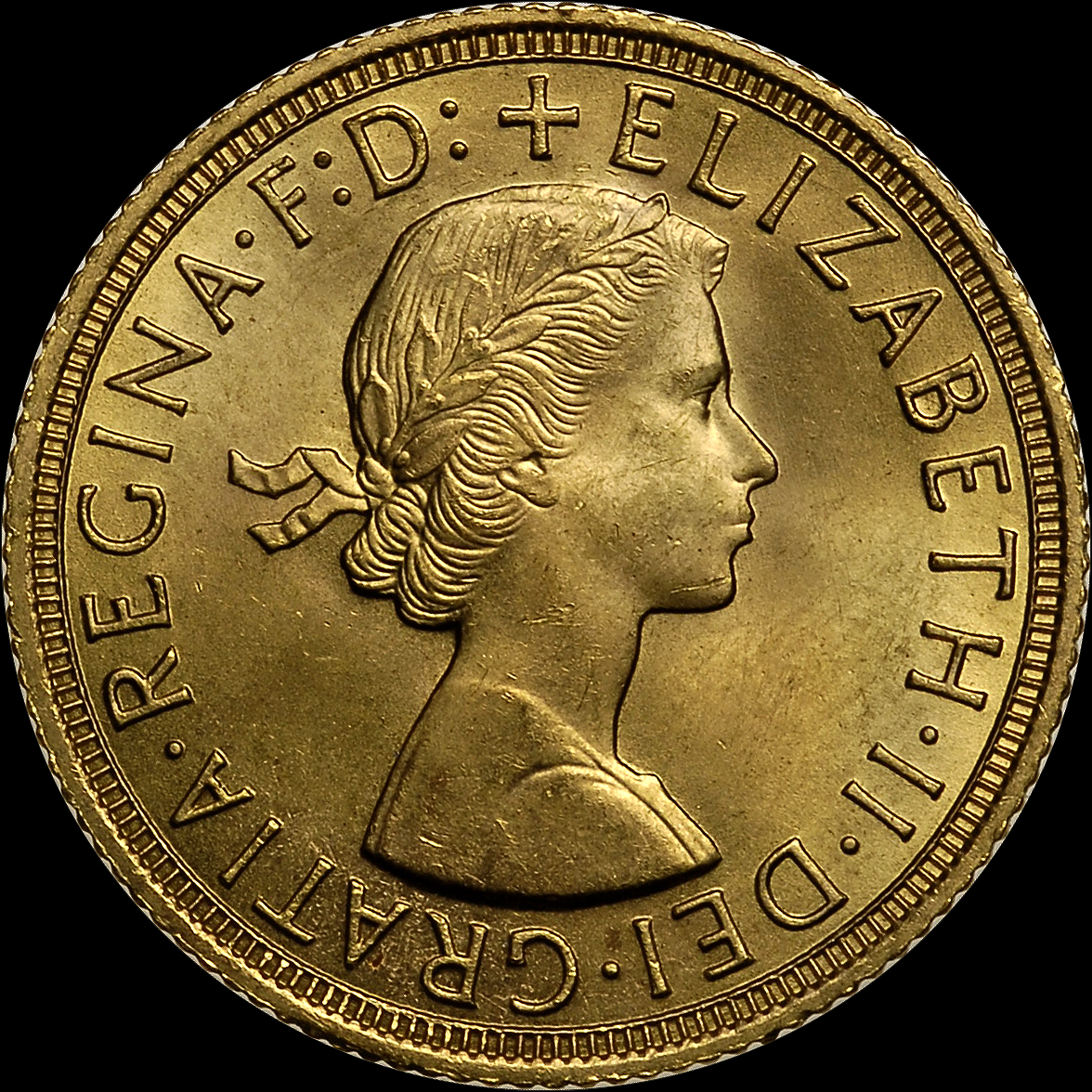
Una sovrana della regina Elisabetta II

Sovrana (in inglese: Gold sovereign), chiamata anche Sterlina d'oro, è una moneta d'oro inglese emessa per la prima volta nel 1489 da Enrico VII ed ancora in produzione.
La moneta aveva il valore nominale di una sterlina o 20  shilling, ma in realtà era in primo luogo un pezzo d'oro senza indicazione del valore.
Il nome "sovereign" deriva dal maestoso ritratto impresso sulla moneta, uno dei primi a mostrare il re di faccia seduto in trono, mentre al rovescio era rappresentato lo stemma reale con la rosa dei Tudor.

## Storia
Le sovrane originali erano d'oro a 23 carati (96%) e pesavano 240 grani o mezza oncia troy (15,6 grammi). Enrico VIII ridusse la purezza a 22 carati (92%), che divenne (e rimane) lo standard delle monete d'oro (cosiddetto crown gold) sia nel Regno Unito sia negli Stati Uniti; il peso della sovrana fu ripetutamente abbassato fino a quando, con la legge del Great Recoinage emessa nel 1816, il contenuto di oro fu fissato agli attuali 113 grani (7,3224 g), equivalenti a 0,235421 once troy.
Oltre alla sovrana, la Royal Mint coniò anche la moneta da 10 shilling (mezza sovrana), quella da 2 sterline (doppia sovrana) e quelle da 5 sterline (quintupla sovrana). Solo la sovrana e la mezza sovrana erano normalmente coniate per la circolazione.
La coniazione della sovrana fu interrotta dopo il 1604, e la moneta fu sostituita prima dalla Unite, poi dal Laurel, ed infine dalla Ghinea. La produzione della sovrana iniziò di nuovo nel 1817, e il nuovo rovescio era quello con San Giorgio che uccide il drago, inciso da Benedetto Pistrucci.  Lo stesso disegno è ancora in uso nella sovrana d'oro coniata nel Regno Unito, anche se altri rovesci sono stati usati durante il regno di Guglielmo IV, Vittoria, Giorgio IV ed Elisabetta II.
Nel periodo vittoriano era abitudine della Bank of England di ritirare dalla circolazione le sovrane e le mezze sovrane rovinate e riconiarle. Di conseguenza anche se sono stati coniati un miliardo circa di pezzi, questo numero include quell'oro che è stato coniato e riconiato più volte. Si stimava che un pezzo potesse circolare per circa 15 anni prima che il peso diminuisse al di sotto del minimo previsto affinché la moneta non perdesse il suo valore legale.
In particolare era la mezza sovrana che circolava nell'Inghilterra vittoriana. Molte sovrane invece passarono il loro tempo nei caveau delle banche. Si è stimato che solo l'1% di tutte le sovrane d'oro che sono state coniate, siano ancora in condizione da poter essere collezionate. Nel 1891 si decise che le monete sotto peso sarebbero state sostituite con monete nuove. Contemporaneamente le monete battute prima del 1837 furono dichiarate fuori corso. Questo oro fu riconiato in 13 680 486 mezze sovrane nel 1892 e in 10 846 741 sovrane nel 1900. (Entrambe alla sede di Londra della Royal Mint).
I conii di dritto delle sovrane nel XIX secolo furono usati, quando erano troppo usurati, per coniare il farthing. (Un conio di dritto produce in genere 100 000 monete.)
La sovrana fu coniata in grandi quantità fino alla prima guerra mondiale, quando il Regno Unito uscì ufficialmente dal gold standard. Da allora fino al 1932, le sovrane furono prodotte solo alle sedi di Melbourne, Sydney, Perth, Bombay, Ottawa, e Pretoria (escluse alcune nel 1925 prodotte a Londra nel quadro del tentativo fallito di Winston Churchill di tornare al gold standard). L'ultima emissione regolare fu quella del 1932 a Pretoria.
La produzione fu ripresa nel 1957, sembra per prevenire la produzione di monete contraffatte in Siria e Italia.
Alcune pubblicazioni del tesoro sembrano indicare che le sovrane erano ampiamente usate per sostenere la politica estera britannica nel Medio Oriente ed era importante che queste monete mantenessero il loro standard, giacché diverse persone ricevevano sotto forma di sovrane il pagamento dei loro servigi al governo britannico.
La sovrana è stata prodotta come monete-lingotto fino al 1982. Da allora fino al 1999, furono prodotte solo monete con fondo a specchio ma dal 2000 è stata anche ripresa la monetazione precedente. Attualmente la sovrana è coniata alla Royal Mint in Pontyclun, Mid-Glamorgan, Galles. Le monete sono prodotte con il metallo prezioso che è custodito separatamente dal resto della zecca. Questa a sua volta è protetta dalla polizia del Ministero della Difesa. Agli impiegati non è permesso di usare nessun tipo di monete metalliche all'interno della zecca; le monete sono sostituite da gettoni di plastica.

### Contraffazioni
Agli occhi moderni la sovrana d'oro appare una piccola moneta ma una sterlina del 1895 aveva il potere d'acquisto di 150 sterline del 2007. La produzione della doppia sovrana e delle 5 sovrane era limitata per evitare fenomeni di tosatura delle monete perché era più facile sottrarre dell'oro da questi pezzi più grandi chimicamente, limandole o praticando dei microscopici fori, poi nascosti con una martellatura.

## Citazioni
Nel film A 007, dalla Russia con amore, James Bond riceve una valigia con 50 sovrane d'oro nascoste in un compartimento segreto.

## Altre sovrane
Monete dallo stesso nome e con caratteristiche simili sono state coniate in altri paesi europei.
In Austria due monete ebbero il nome di sovrana: la prima, la più antica, prese il nome di "Sovrana di Fiandra" (o "sovrano") la cui emissione, iniziata nei Paesi Bassi Austriaci, si estese poi a tutto l'Impero. Quando poi l'Austria perse i domini dei Paesi Bassi.
La seconda venne invece coniata prevalentemente alla zecca di Milano che cominciò a realizzare sovrane a partire dal 1700 della massa di 11 grammi, sostituite dopo la Restaurazione dalle cosiddette sovrane nuove aventi un peso di 11,33 grammi ed una dimensione inferiore.